# 130 (numero)
Centotrenta è il numero naturale che segue il 129 e precede il 131.

## Proprietà matematiche
- È un numero pari.
- È un numero composto, dai seguenti divisori: 1, 2, 5, 10, 13, 26, 65. Poiché la somma dei divisori è 122 < 130, è un numero difettivo.
- È un numero noncototiente.
- È un numero idoneo.
- È un numero sfenico.
- È un numero 23-gonale.
- 130 è l'unico numero intero che è la somma dei quadrati dei suoi primi quattro divisori, compreso l'1: 1² + 2² + 5² + 10² = 130.
- È parte delle terne pitagoriche (32, 126, 130), (50, 120, 130), (66, 112, 130), (78, 104, 130), (130, 144, 194), (130, 312, 338), (130, 840, 850), (130, 4224, 4226).
- È un numero palindromo nel sistema di numerazione posizionale a base 4 (2002), in quello a base 8 (202) e in quello a base 12 (AA). In quest'ultima base è anche un numero a cifra ripetuta.
- È un numero felice.

## Aeronautica
- Il Lockheed C-130 Hercules è un aereo da trasporto tattico militare.

## Astronautica
- Cosmos 130 è un satellite artificiale russo.

## Astronomia
- 130P/McNaught-Hughes è una cometa periodica del sistema solare.
- 129 Antigone è un asteroide della fascia principale del sistema solare.

## Altri campi
- 130 nm è un processo produttivo della tecnologia dei semiconduttori.
- 130 km/h è la velocità limite consentita in Italia su autostrada.